# Capnocheirides rhododendri
Capnocheirides rhododendri är en svampart som först beskrevs av Kunze, och fick sitt nu gällande namn av J.L. Crane & S. Hughes 1982. Capnocheirides rhododendri ingår i släktet Capnocheirides, ordningen Capnodiales, klassen Dothideomycetes, divisionen sporsäcksvampar och riket svampar.   Inga underarter finns listade i Catalogue of Life.